# Sistotrema coronilla
Sistotrema coronilla é uma espécie de fungo pertence à família Hydnaceae.